# Émilie Rey
Émilie Rey est une chef pâtissière française.
Avec son conjoint Edouard Mignot, elle obtient une étoile au Guide Michelin en 2014 pour le restaurant Ed.Em, à Chassagne-Montrachet (Côte-d'Or), dont elle est la pâtissière. Cela fait d'elle une des rares femmes chefs étoilées en France.
Elle a participé au concours Qui sera le prochain grand pâtissier sur France 2 en 2014.

## Parcours
Originaire de Saint-Etienne, Émilie Rey suit un BTH et un BTS cuisine et arts de la table à l’école hôtelière de Grenoble-Lesdiguières, avec une mention complémentaire en dessert de restaurant obtenue au lycée Le Renouveau à Saint-Genest-Lerpt.
Elle débute à l’Auberge de l’île à Lyon en tant que pâtissière. Elle travaille ensuite pendant quatre ans au restaurant de Régis Marcon (trois étoiles Michelin) à Saint-Bonnet-le-Froid. Elle y devient seconde du chef pâtissier Christophe Gasper. Elle y rencontre Édouard Mignot, qui devient son conjoint. Elle part ensuite avec Édouard Mignot chez Éric Pras au restaurant triplement étoilé Lameloise, à Chagny, où elle est chef pâtissière . 
En juillet 2013, avec son conjoint Édouard Mignot, elle reprend le restaurant le Chassagne, à Chassagne-Montrachet qui est rebaptisé l'Ed.Em. Le nom du restaurant reprend les deux premières lettres de leur prénom. Alors que le restaurant démarre, Émilie Rey y élabore déjà la carte des desserts, alors qu'elle travaille encore auprès d'Éric Pras, avant de rejoindre son conjoint en janvier 2014.
En 2014, le restaurant décroche une étoile Michelin. La même année, Émilie Rey participe à la saison 2 de l'émission Qui sera le prochain grand pâtissier sur France 2.